# Bezirk Harburg
Harburg ist der südwestliche der sieben Bezirke der Freien und Hansestadt Hamburg. Namensgebend ist die ehemals eigenständige Stadt und heutige Stadtteil Harburg. Bis zur 2008 erfolgten Umgliederung des Stadtteils Wilhelmsburg in den Bezirk Hamburg-Mitte war Harburg der flächengrößte Bezirk Hamburgs.
An den Bezirk Harburg grenzen im Norden und Osten der Bezirk Hamburg-Mitte, im Süden der Landkreis Harburg und im Westen der Landkreis Stade (beide in Niedersachsen).

## Gliederung
Der Bezirk Harburg besteht aus 17 Stadtteilen.
- ehemaliges Kerngebiet Harburg mit den Stadtteilen Eißendorf, Gut Moor, Harburg, Heimfeld, Langenbek, Marmstorf, Neuland, Rönneburg, Sinstorf und Wilstorf;
- ehemaliger Ortsamtsbereich Süderelbe mit den Stadtteilen Altenwerder, Cranz, Francop, Hausbruch, Moorburg, Neuenfelde und Neugraben-Fischbek.

Für Einwohnerangelegenheiten gibt es neben dem Bezirksamt drei Kundenzentren, zwei für die früheren Ortsamtsbereiche Harburg und Süderelbe und eines für Ausländerangelegenheiten.

## Geschichte

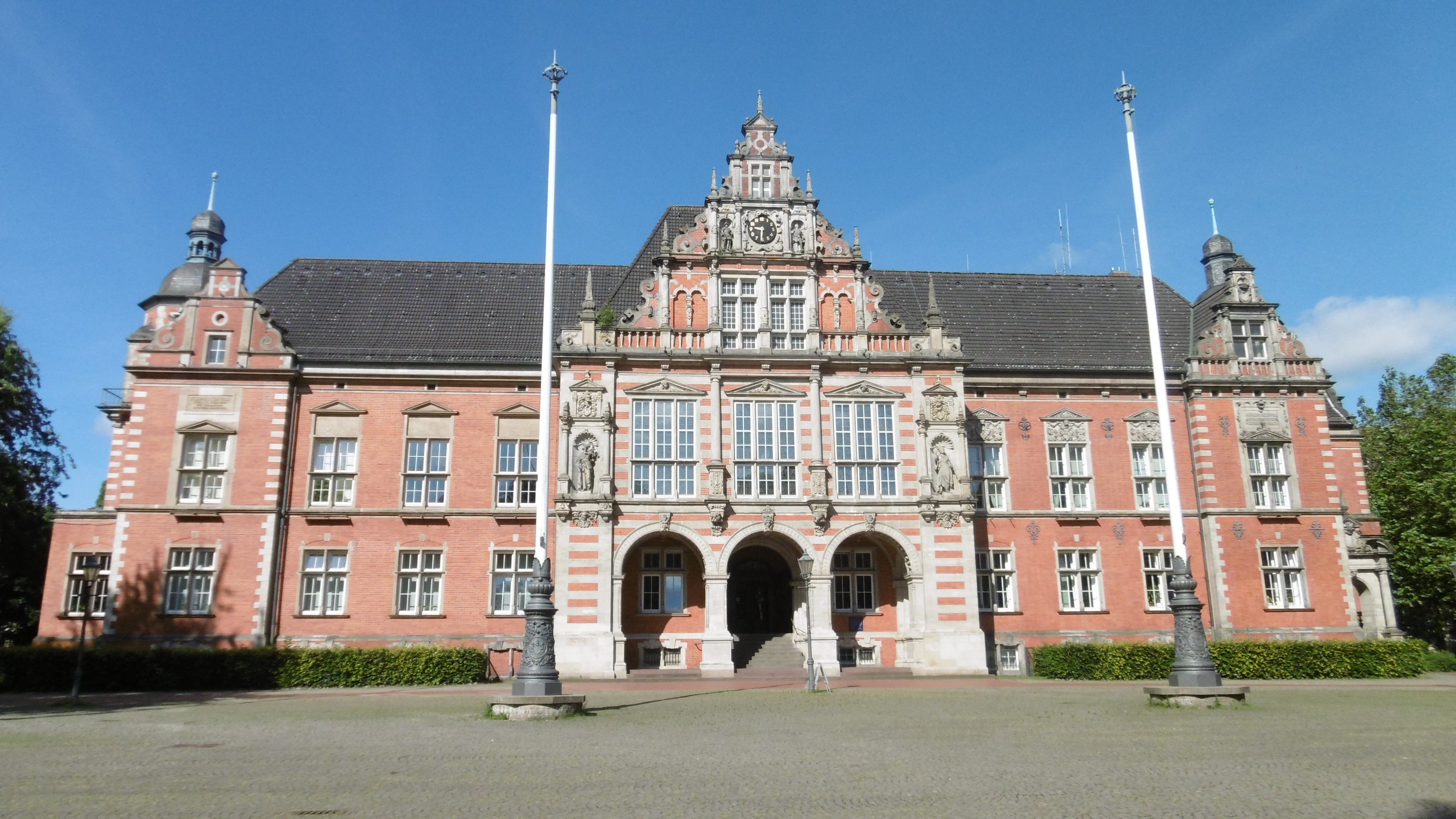
Rathaus Harburg – Sitz des Bezirksamtes und der Bezirksversammlung

Mit Ausnahme des Stadtteils Moorburg, der bereits seit dem 14. Jahrhundert zu Hamburg gehörte, kamen die übrigen Gebiete des heutigen Bezirkes erst 1937 durch das „Groß-Hamburg-Gesetz“ aus der preußischen Provinz Hannover in die Hansestadt Hamburg: darunter die erst 1927 gebildete Stadt Harburg-Wilhelmsburg mit den darin eingegliederten Gemeinden Heimfeld, Wilstorf, Lauenbruch und Eißendorf, ferner die Gemeinden Altenwerder, Fischbek, Francop, Gut Moor, Langenbek, Marmstorf, Neuenfelde, Neugraben, Neuland, Rönneburg, Sinstorf aus dem Landkreis Harburg und Cranz aus dem Landkreis Stade.
Zum 1. April 1938 verloren die zum hamburgischen Staatsgebiet hinzugekommenen Städte und Gemeinden ihre Selbständigkeit und wurden Teil der Gesamtgemeinde Hamburg. Im selben Jahr wurde Hamburg in zehn Kreise geteilt, darunter der Kreis 8 = Wilhelmsburg, Harburg, Süderelbe. (Nach den Luftangriffen im Sommer 1943 wurde auch Finkenwerder zeitweise dem Kreis 8 zugeschlagen.)
Der Verwaltungssitz des weiterhin preußischen Landkreises Harburg verblieb zunächst in Harburg. Erst nach der Zerstörung des Harburger Kreishauses bei einem alliierten Luftangriff am 21. November 1944 wurde die Kreisverwaltung nach Winsen (Luhe) verlegt.
1945 wurde der ehemalige Senator der Stadt Harburg Alfred Höhlein (SPD) erster Leiter des Bezirksamtes Harburg (bis 1954). Nach dem Gesetz über die Bezirksverwaltung vom 21. September 1949 wurde die Gliederung Hamburgs in sieben Bezirke vorgenommen, deren Aufteilung unter Beteiligung von sieben Bezirksausschüssen (welche bei der Bürgerschaftswahl am 16. Oktober 1949 gewählt worden waren) am 11. Mai 1951 endgültig beschlossen wurde.

### Einwohnerentwicklung
Die folgende Übersicht zeigt die Volkszählungsergebnisse der Gemeinde Harburg nach dem jeweiligen Gebietsstand. Mit der Vereinigung 1927 zu Harburg-Wilhelmsburg überschritt die Einwohnerzahl der Gemeinde die Grenze von 100.000 und machte sie zur Großstadt. Bei der Zählung am 16. Juni 1933 hatte die Stadt 112.593 Einwohner. Seit dem 1. Januar 1938 ist sie Teil der Stadt Hamburg. Die Einwohnerzahlen beziehen sich ab 1861 auf die „ortsanwesende Bevölkerung“ und ab 1925 auf die Wohnbevölkerung.

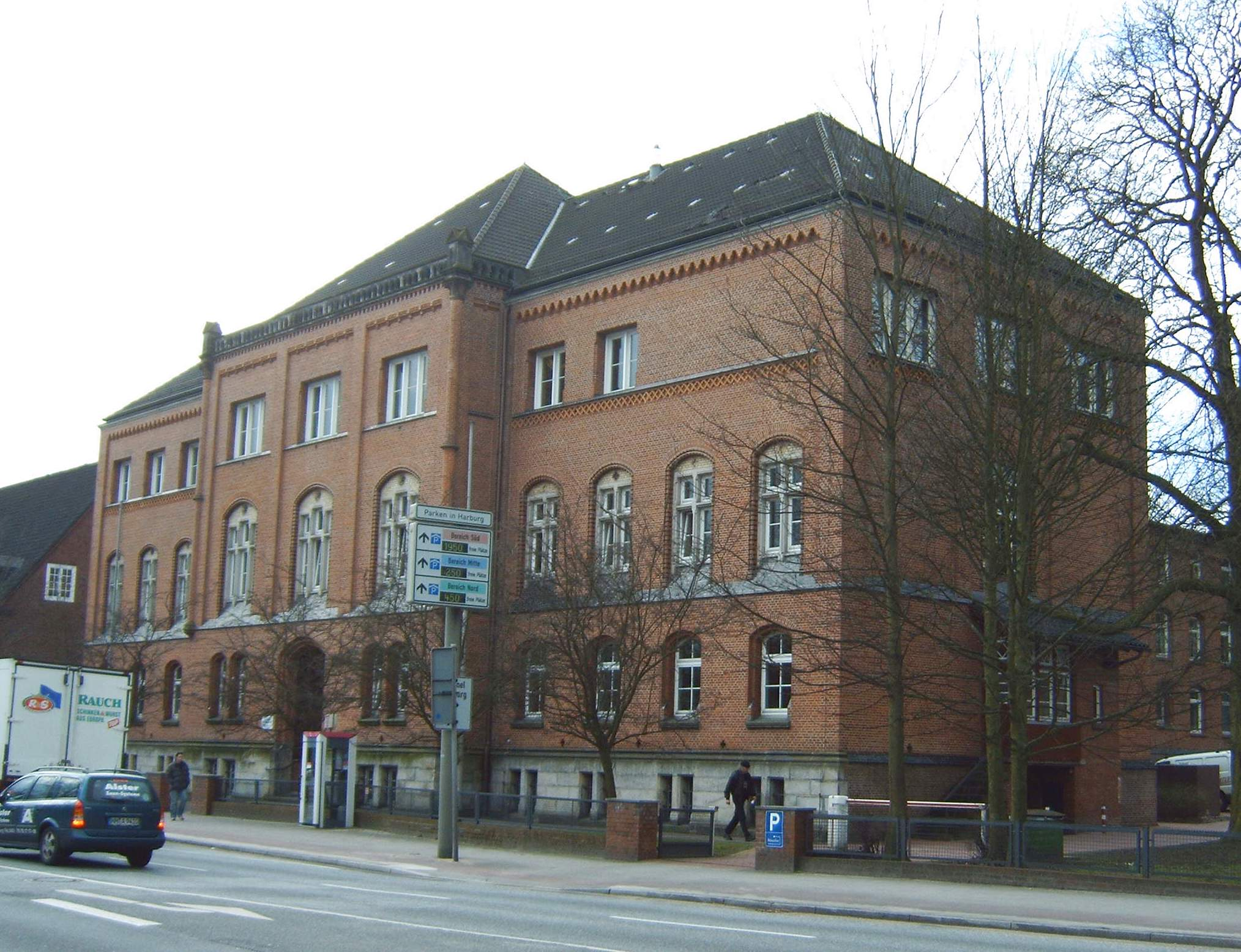
Amtsgericht Hamburg-Harburg

| Jahr             | Einwohner |
| ---------------- | --------- |
| 3. Dezember 1861 | 12.200    |
| 3. Dezember 1864 | 13.500    |
| 3. Dezember 1867 | 14.200    |
| 1. Dezember 1875 | 17.100    |
| 1. Dezember 1880 | 19.100    |
| 1. Dezember 1885 | 22.341    |
| 1. Dezember 1890 | 35.081    |
| 2. Dezember 1895 | 42.579    |

| Jahr             | Einwohner |
| ---------------- | --------- |
| 1. Dezember 1900 | 49.153    |
| 1. Dezember 1905 | 55.676    |
| 1. Dezember 1910 | 67.025    |
| 1. Dezember 1916 | 57.009    |
| 5. Dezember 1917 | 55.842    |
| 8. Dezember 1919 | 65.933    |
| 16. Juni 1925    | 72.905    |

## Politik

### Bezirksversammlung
| Wahl zur Bezirksversammlung Harburg 2024Wahlbeteiligung: 54,7 % 3020100 28,423,015,914,28,25,44,8n. k. SPDCDUGrüneAfDLinkeVoltFDPLiberaleGewinne und Verlusteim Vergleich zu 2019 %p 6 4 2 0 −2 −4 −6 −8−10+1,3+3,7−9,9+4,0−1,1+5,4−1,3−2,2SPDCDUGrüneAfDLinkeVoltFDPLiberale |

Am 7. Mai 2025 schloss die Fraktion der SPD 5 ihrer Mitglieder aus. Sie sind künftig fraktionslos. Die CDU ist mit 12 Abgeordneten seitdem stärkste Kraft in der Bezirksversammlung.
Nach der Bezirksversammlungswahl 2014 wurde der Sozialdemokrat Manfred Schulz zum Vorsitzenden der Bezirksversammlung gewählt. Im März 2017 wurde die Sozialdemokratin Birgit Rajski zur neuen Vorsitzenden gewählt, nachdem Manfred Schulz das Amt aus gesundheitlichen Gründen abgegeben hatte. Seit 2019 ist Jürgen Heimath (SPD) Vorsitzender der Bezirksversammlung.

### Bezirksamtsleiter
Von Januar 2012 bis November 2017 war Thomas Völsch (SPD) Bezirksamtsleiter von Hamburg-Harburg. Völsch wurde im September 2017 für eine zweite, sechsjährige Amtszeit mit 76 % der Stimmen bestätigt. Nach Völschs Tod im November 2017 übernahm der parteilose Dezernent Dierk Trispel kommissarisch das Amt des Bezirksamtsleiter. Am 10. September 2018 wurde die parteilose Sophie Fredenhagen von der Bezirksversammlung zur neuen Bezirksamtsleiterin gewählt und Ende September vom Hamburger Senat bestätigt. Zuvor, im August 2018, hatte die SPD wegen unterschiedlicher Positionen zur Person Fredenhagen die große Koalition in der Bezirksversammlung aufgekündigt.
Leiter des Bezirksamtes Harburg, früher Bezirksleiter. (frühere Bürgermeister von Harburg und Wilhelmsburg siehe unter Hamburg-Harburg#Bürgermeister/Oberbürgermeister der Stadt Harburg)
- 1945/51–1954 Alfred Höhlein
- 1954–1957 Werner Stelly
- 1958–1968 Walter Mohr
- 1968–1977 Hans Dewitz
- 1977–1984 Helmut Raloff
- 1984–1990 Jobst Fiedler
- 1991–1998 Michael Ulrich
- 1998–2004 Bernhard Hellriegel
- 2004–2011 Torsten Meinberg
- 2012–2017 Thomas Völsch
- 2018–2024 Sophie Fredenhagen
- 2024–2025 Posten vakant[12]
- seit 2025 Christian Carstensen[13]

### Bürgerschaft
Mit dem 2009 geänderten Wahlrecht für die Hamburgische Bürgerschaft und die Bezirksversammlung Harburg wurde der Bezirk in die beiden Wahlkreise Harburg und Süderelbe eingeteilt, deren Grenzen jedoch nicht mit den vorhandenen Stadtteil- und Siedlungsstrukturen übereinstimmen.
Die Wahlbeteiligung bei der Bürgerschaftswahl 2015 im Februar 2015 betrug landesweit 56,5 %, im Bezirk gemittelt 51,2 %.
Für den Wahlkreis Süderelbe sitzen Matthias Czech (SPD), Jasmin Janzen (SPD, nachgerückt im Mai 2017 für Brigitta Schulz ebenfalls SPD) und André Trepoll (CDU) in der Bürgerschaft. Den Wahlkreis Harburg repräsentieren Sören Schumacher (SPD), Birte Gutzki-Heitmann (SPD) und Birgit Stöver (CDU).
Der Wahlkreis Süderelbe zählt mit 24,1 Prozent Wahlkreisstimmen für die CDU als Hochburg der CDU. Auch die AfD kann mit jeweils über 9 Prozent die beiden Wahlkreise zu ihren Hochburgen zählen.

### Bundestag
Für die Wahl zum Deutschen Bundestag gehört der Bezirk seit 2002 zum Bundestagswahlkreis Hamburg-Bergedorf – Harburg, zuvor zum Bundestagswahlkreis Hamburg-Harburg und wurde von 1949 bis heute lediglich von drei direkt gewählten Abgeordneten vertreten: Herbert Wehner (SPD) von 1949 bis 1983, Hans-Ulrich Klose (SPD) von 1983 bis 2013 und Metin Hakverdi (SPD) seit 2013. Hakverdi erhielt bei der Bundestagswahl 2013 40,4 % und bei der Bundestagswahl 2017 34,8 % der Erststimmen.

### Wappen

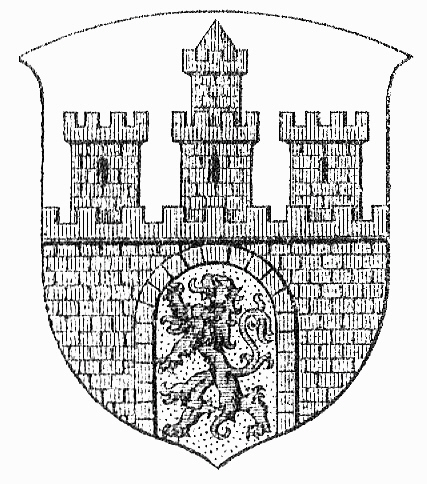
Wappen Stadt Harburg bis 1927
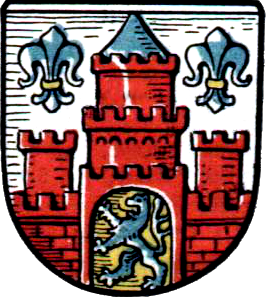
Wappen Stadt Harburg-Wilhelmsburg 1927–1937

Das alte Harburger Wappen zeigt das Stadttor in rot mit blauer Turmhaube. Der Schild ist golden belegt mit einem blauen Löwen und roter Zunge. Mit dem Wappen wird an die Zugehörigkeit der Stadt Harburg zum Territorium der Herzöge zu Braunschweig-Lüneburg erinnert.
Als die beiden Städte Harburg und Wilhelmsburg zusammengeschlossen wurden, erhielten sie ein neues Stadtwappen. Das Harburger Wappen, ein weißes Torhaus auf weißem Grund mit drei Türmen, und geöffnetem Tor, in dem der braunschweigische Löwe steht, wurde um zwei Lilien auf den Zinnen der beiden Türme aus dem Wilhelmsburger Wappen ergänzt.
Heute hat das Harburger Wappen eher symbolischen Charakter und gilt nicht als offizielles Hoheitszeichen. Es wird jedoch noch heute auf Drucksachen der Harburger Bezirksversammlung verwendet.

## Wirtschaft

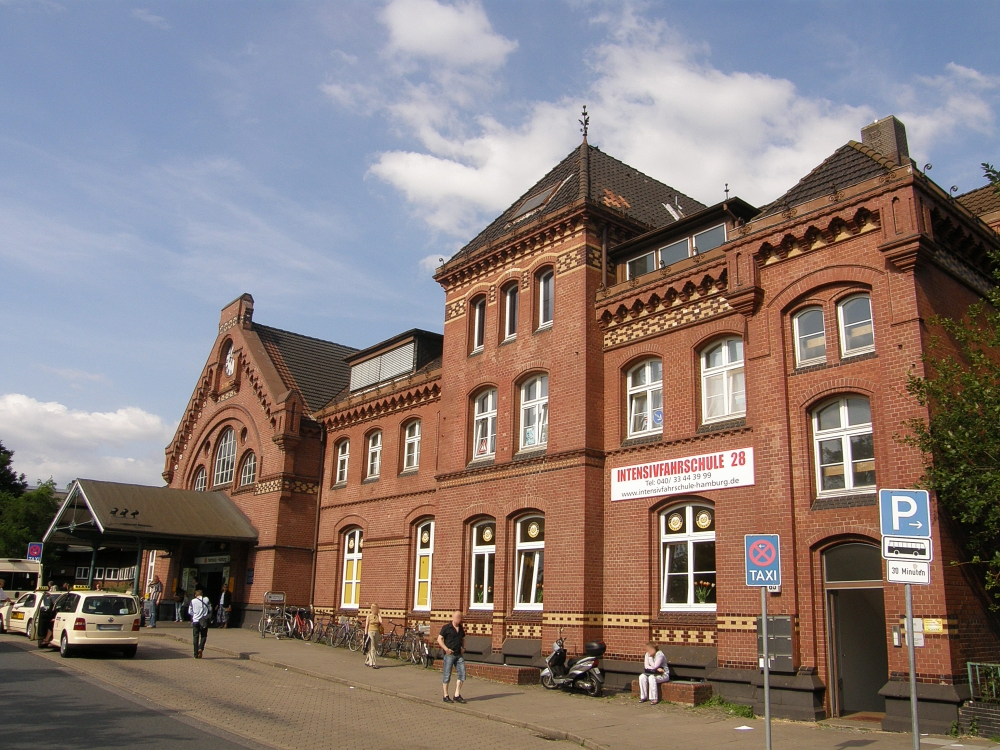
Der Bahnhof Hamburg-Harburg

### Verkehr
Grundsätzlich besteht durch die Lage südlich der Elbe das Problem, dass der Bezirk Harburg nur unzureichend an das übrige Hamburger Stadtgebiet angebunden ist. Das betrifft sowohl den Straßen- als auch den öffentlichen Personennahverkehr.
Durch den Bezirk Harburg verlaufen von Norden nach Süden die Bundesautobahn 7 und die Bundesautobahn 1. Von Norden führt in die Wilhelmsburger Reichsstraße in den Bezirk, die Teil der Bundesstraße 75 ist. Diese umgeht die Harburger Innenstadt und führt daran anschließend in südwestlicher Richtung bis zur Anschlussstelle Hamburg-Marmstorf an der A 7. Unmittelbar nördlich davon zweigt die Bundesautobahn 261 von der A 7 ab. Die Bundesstraße 73 durchquert den Bezirk in West-Ost-Richtung und endet an der B 75.
Am Bahnhof Hamburg-Harburg treffen die Eisenbahnstrecken Hamburg-Hannover und Hamburg-Bremen mit den Strecken nach Cuxhaven (Unterelbebahn) und nach Hamburg zusammen. Eine Strecke der Hamburger S-Bahn, auf der die Linien S3 und S5 verkehren, führt aus der Hamburger Innenstadt über Wilhelmsburg und die Harburger Innenstadt und weiter über Neugraben im Westen des Bezirks bis nach Buxtehude und Stade. Die S-Bahn wurde 1983 bis Harburg Rathaus, 1984 bis Neugraben und 2007 bis Stade eröffnet. 2020 wurde der Bau eines S-Bahn-Rings über Heimfeld, Bostelbek und Altona zur Entlastung der S-Bahn zwischen Harburg und Wilhelmsburg vorgeschlagen.
Der Stadtverkehr in Harburg wurde ursprünglich von Straßenbahnlinien der Hamburger Hochbahn AG getragen. In den 1920er-Jahren entstand ein privater und später kommunalisierter Omnibus-Betrieb, der sich jedoch nicht halten konnte. Gegen das Zugeständnis Harburgs, keinen eigenen Verkehrsbetrieb zu unterhalten, erweiterte die Hochbahn ihr Straßenbahnnetz, das zur Zeit seiner größten Ausdehnung folgendes Aussehen hatte:
- Rönneburg (Radickestr.) – Wilstorfer Straße – Mühlenstr. (heute Schloßmühlendamm) – Hamburg
- Bahnhof – Heimfeld
- Bahnhof – Bostelbek
- Bahnhof – Appelbüttel

Zusätzlich unterhielt die Hochbahn in den 1930er Jahren die Buslinien 36 (Eißendorf) und 39 (Marmstorf–Innenstadt–Fleestedt).
Schon während des Krieges reiften Gedanken, den Verkehr auf den damals modischen Oberleitungsbus umzustellen. 1949 wurde schließlich die Obus-Linie Eißendorf–Innenstadt–Fleestedt eingerichtet, auf der sogar Doppeldeckerbusse verkehrten. Zu dieser Zeit wurde der gesamte HHA-Verkehr in Harburg elektrisch betrieben, ergänzt durch private Dieselbusse nach Marmstorf (Eggers), Altwiedenthal–Ehestorf (Meyer) und mehrere Bahnbusse (Waldfrieden, Neu Wulmstorf). Schon bald kam es jedoch zu einer Abkehr vom elektrischen Verkehr: Die Obusse verschwanden schon 1958, die Straßenbahnen bis 1971.
1967 war der Gemeinschaftstarif des Hamburger Verkehrsverbundes (HVV) eingeführt worden, so dass man mit nur einem Fahrschein die Nahverkehrszüge der Deutschen Bahn zwischen Hauptbahnhof, Harburg, Neugraben und Maschen sowie die Busse der Hochbahn benutzen konnte. Auch dies führte zu Verkehrsverlagerungen von der Straßenbahn auf die jetzt als „S3“ bezeichnete Bahnverbindung, die in unregelmäßigen Abständen mit lokbespannten Zügen und Silberlingen verkehrte. Bis 1976 unterhielt die DB eine Bahnbus-Schnelllinie Harburg/Rathaus–Hamburg/ZOB.
Das Busnetz passte sich der Siedlungsentwicklung an und erhielt immer weitere Verästelungen in den Neubaugebieten. Es besteht heute, was das Kerngebiet Harburgs betrifft, aus sechs Durchmesserlinien (14, 141, 241, 142, 143, 443) und vier Radiallinien (145, 245, 340, 345), die tagsüber mindestens alle 30 Minuten betrieben werden. Durch Überlagerungen ergeben sich teilweise Taktfolgen von 5 Minuten. Die Durchmesserlinien verbinden entweder die Eißendorfer mit der Winsener oder die Stader mit der Jägerstraße. Der Versuch, eine Tangentialverbindung einzurichten (Bostelbek–Lübbersweg–Marmstorf–Sinstorf, 444) scheiterte 1995. Seit 2019 besteht mit der Linie X30 eine umsteigefreie Verbindung von der Haltestelle Harburg-Rathaus nach Bergedorf die durch die VHH betrieben wird. Ebenso betreiben die VHH seit 2023 den On-Demand Dienst Hop im Kerngebiet Harburgs. Die Linien der KVG Stade, die ländlichere Räume wie Neuland (149, 349), Altwiedenthal (340) und Moorburg (157) anbinden wurden bis auf die Linie 149 und 257 zum Fahrplanwechsel 2019 von der Hamburger Hochbahn AG übernommen. Im Bereich Süderelbe verkehren mehrere Buslinien der HHA, meist über den ZOB Neugraben. Einzelne HHA-Linien haben ihren Endpunkt auf niedersächsischem Gebiet.
Der Überlandbusverkehr ist in den letzten Jahrzehnten auf wenige, allerdings dichte Verbindungen zusammengeschrumpft. Die KVG Hittfeld betreibt vier Überlandlinien, nach Hittfeld–Jesteburg (4148), Vahrendorf–Nenndorf-Klecken (4210), Tötensen–Nenndorf–Buchholz (4200), Over–Winsen (149). Die Linien in die Hamburger Stadtteile Finkenwerder (146) und Moorburg wurde mit dem Fahrplanwechsel 2019 von der Hamburger Hochbahn AG übernommen. Von Neugraben verkehren KVG-Busse nach Hollenstedt und Jork. Die KVG übernahm diese Linien in den 80er Jahren von der Post.
Verschwunden sind die Bahnbus-Fernlinien nach Verden, Soltau und Munster sowie private Linien nach Hollenstedt und Ohlendorf–Winsen. Bis zur Eröffnung der S-Bahn endeten die meisten Überlandbusse auf einem ZOB neben der damaligen Schwimmhalle am Harburger Rathausplatz.
Durch Harburg verlaufen außerdem der Radfernweg Hamburg–Bremen und der Radfernweg Flensburg-Gießen.
Die S-Bahn-Haltestelle Harburg-Rathaus ist zugleich Hamburgs größter Atombunker.
Im Zuge des Baus der U-Bahn-Linie 4 durch die Hamburger Hochbahn wurde auch eine Verlängerung über Wilhelmsburg nach Harburg diskutiert.

### Ansässige Unternehmen
- Beiersdorf AG mit tesa Werk Hamburg GmbH (u. a. Nivea und Pflaster) (2003: über 1500 Arbeitsplätze) in Hausbruch.
- Daimler AG mit ihrem Werk in Bostelbek (Stadtteil Heimfeld) ehemals Tempo-Werk, (2003: über 2600 Arbeitsplätze).
- Handelshof (Großhandelsunternehmen) ist ein C&C Großhandel, ehem. Behn & Behn.
- Harburg-Freudenberger (ehem. Thyssenkrupp) (2005: 460 Arbeitsplätze) in Harburg.
- Heidelberger Druckmaschinen Vertrieb Deutschland GmbH.
- Holborn Europa Raffinerie (ehemals Esso Raffinerie, seit 1987 Holborn Europa Raffinerie GmbH).
- Gummiwerke Phoenix AG, seit 1. Januar 2005 zur Continental AG gehörend (seit 2007 ContiTech) (850 Arbeitsplätze) in Harburg.
- Phoenix-Center, ein von ECE Projektmanagement verwaltetes Einkaufszentrum (seit 2004).
- Shell Deutschland Oil GmbH.
- J. J. Sietas-Werft in Neuenfelde (2009: 900 Arbeitsplätze)
- Wachstumsinitiative Süderelbe im Harburger Binnenhafen, die die wirtschaftliche Entwicklung in der südlichen Metropolregion Hamburg fördert.

Im Herbst 2017 beschloss die Carlsberg-Brauerei bis 2019 die Holsten-Brauerei von Hamburg-Altona in das Gewerbegebiet Hausbruch umzuziehen.

### Bildungseinrichtungen
In Harburg befindet sich die Technische Universität Hamburg. Die Hochschule führte von ihrer Gründung 1978 bis 2018 den Namen „Technische Universität Hamburg-Harburg“. Auf dem Campus der Hochschule befinden sich auch die Universitätsbibliothek, das Northern Institute of Technology Management (NIT) und das Fraunhofer-Center für Maritime Logistik und Dienstleistungen.
Zu den bekannten Schulen in Harburg gehören das Alexander-von-Humboldt-Gymnasium („AvH“ genannt), das Immanuel-Kant-Gymnasium („IKG“), das Friedrich-Ebert-Gymnasium („FEG“), die Goethe-Schule Harburg („GSH“, früher Gesamtschule Harburg), die Lessing-Stadtteilschule und die Schule In der Alten Forst.
Seit September 2008 befindet sich an der Schlachthofstraße der Elbcampus, das Bildungs- und Kompetenzzentrum der Handwerkskammer Hamburg.

### Medien
Die Tageszeitung Harburger Anzeigen und Nachrichten (HAN) berichtete bis 2013 neben überregionalen Themen als Lokalzeitung Schwerpunktmäßig über den Bezirk Harburg, einschließlich Wilhelmsburg und den Landkreis Harburg, als auch über Hamburg und Niedersachsen. Sie erschien seit 1844 in Harburg und war damit die älteste Tageszeitung in Hamburg. Seit 2012/13 erscheint die lokale Wochenzeitung Harburger Blatt. Die Gründung ging von dem ehemaligen HAN-Fotografen Peter Noßek aus.
Das Hamburger Abendblatt berichtet in seiner regional erhältlichen Beilage, der Harburger Rundschau täglich über Harburg, Wilhelmsburg und die benachbarten Orte in Niedersachsen. Daneben gibt es diverse weitere Wochenblätter und Szenemagazine mit regionalem Schwerpunkt.
Daneben bieten die Internetzeitungen harburg-aktuell.de und besser-im-blick.de Neuigkeiten aus dem Bezirk in Texten, Fotos, und Videos.

### Freizeit- und Sportanlagen
Am Außenmühlenteich (angelegt von Herzog Otto II. 1565) liegt sowohl der Harburger Stadtpark als auch das „MidSommerland“ (großes Freizeitbad mit Wasserrutsche, Therme und Sauna). Hier entstand auch 1921 das erste Bootshaus des Wassersport-Vereins Außenmühle, mittlerweile der Wassersport-Verein Süderelbe. Hier findet heute nur noch das Jugendtraining statt, das Hauptbootshaus befindet sich an der Süderelbe.
Im Stadtteil Neuland liegt, nahe der Anschlussstelle Hamburg-Harburg der A1, der Neuländer See. Neben einem Badestrand und Liegewiesen gibt es hier auch eine Wasserskianlage.

## Kultur und Sehenswürdigkeiten

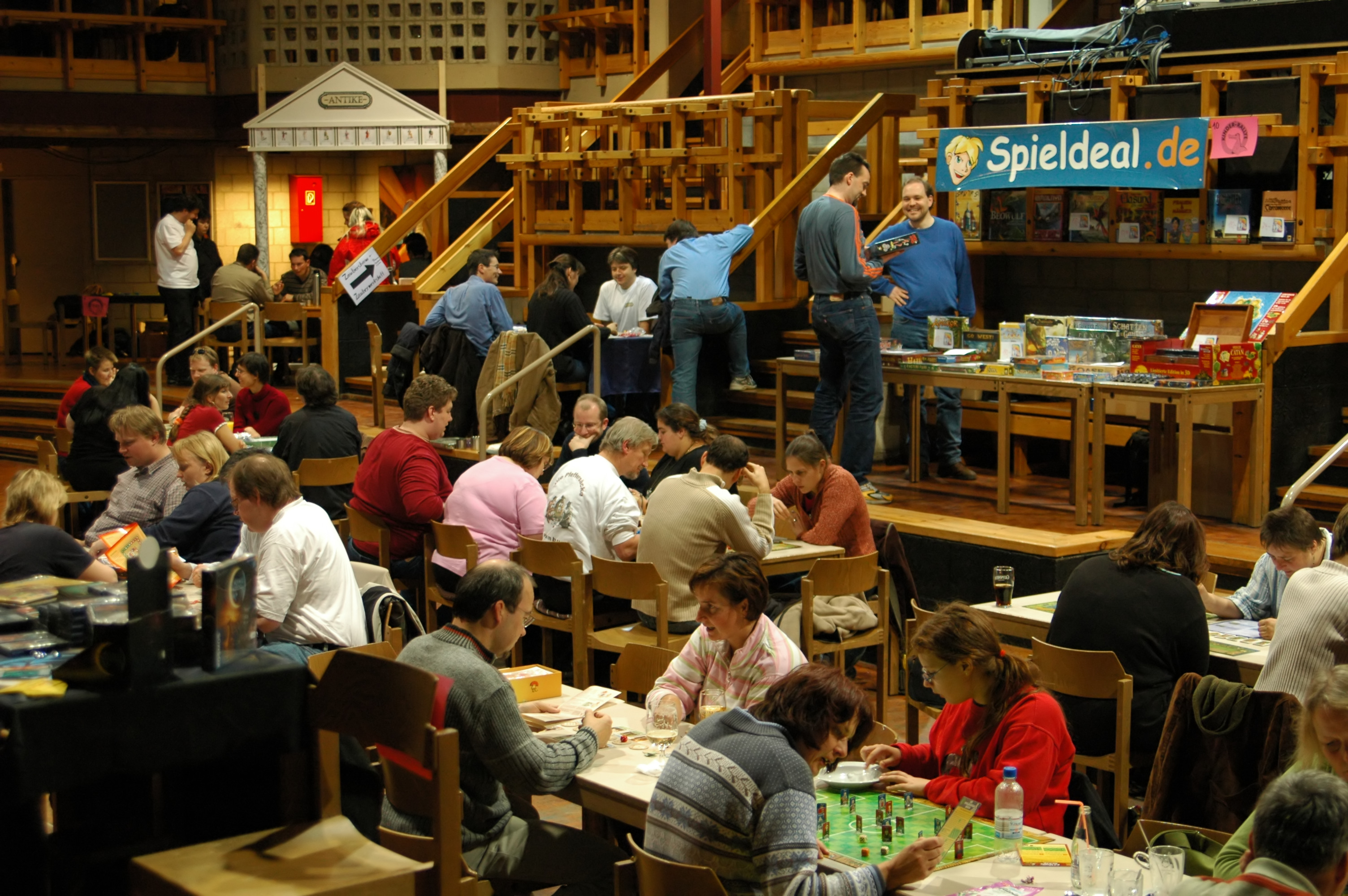
Fest der Spiele, Rieckhof Hamburg 2005

Die Phoenix Art Kulturstiftung – gegründet im Sommer 2001 durch die Phoenix AG und dem international renommierten Kunstsammler Harald Falckenberg. Über zwei Stockwerke erstrecken sich die modernen Ausstellungsräume – 2001 gestaltet vom Berliner Architekten Roger Bundschuh – auf einer Fläche von mehr als 4000 Quadratmetern.
- „PhoenixArt dürfte in den nächsten 10 Jahren der führende Ort für die Auseinandersetzung mit der Gegenwartskunst in Deutschland sein.“ (Rheinischer Merkur)
- „Die Sammlung Falckenberg gehört zu den 200 besten der Welt“ ARTNEWS (New York)

Von Plastiken – beeinflusst von der Berliner Schule Anfang des 20. Jahrhunderts – bis zur Minimal Concept Kunst ist bis heute ein interessanter Mix von „Kunst im öffentlichen Raum“ realisiert worden. Der „Kunstpfad Harburg“ mäandert sich ausgehend vom Rathaus entlang an 26 Kunstwerken einmal quer durch die Harburger Innenstadt.
Der Rieckhof war ein Kulturzentrum, in dem regelmäßig Konzerte und andere Veranstaltungen (z. B. Volkshochschule) stattfanden.
Das Archäologische Museum Hamburg (Helms-Museum) ist zugleich das Landesmuseum für Archäologie und informiert über die Geschichte Harburgs. Im Hauptgebäude am Museumsplatz ist auch das Harburger Theater untergebracht.
Seit 2000 widmet sich der Kunstverein Harburger Bahnhof im Bahnhof Hamburg-Harburg (über Gleis 3/4 im ehemaligen Wartesaal) internationaler aber auch regionaler zeitgenössischer Kunst. Im selben Gebäude dieses „Kulturbahnhofes“ ist im ehemaligen Lehrstellwerk der Jazzclub im Stellwerk untergebracht.
Das Harburger Mahnmal gegen Faschismus von Esther und Jochen Gerz ist, wie von den Künstlern gewollt, nur noch durch eine Sichtluke im Eingang der S-Bahn-Station Harburg-Rathaus zu sehen.
Seit 2006 wird der Musikpreis Harburg vergeben, zunächst vom inzwischen aufgelösten Verein Musik im Gespräch, seit 2013 vom Archäologischen Museum Hamburg. Mit ihm werden Musiker für ihre Verdienste um den Bezirk Harburg geehrt und begabte Nachwuchskräfte gefördert. Die 1930 gegründete Musikgemeinde ist der größte nichtkommerzielle Konzertanbieter der Hansestadt und führt jährlich mindestens zwölf große Konzerte in der Friedrich-Ebert-Halle durch.
Einmal im Jahr findet seit 2004 das selbstorganisierte „Umsonst & Draußen“-Musikfestival „Keine Knete – trotzdem Fete“ im Stadtpark an der Freilichtbühne statt.

### Der Harburger Binnenhafen

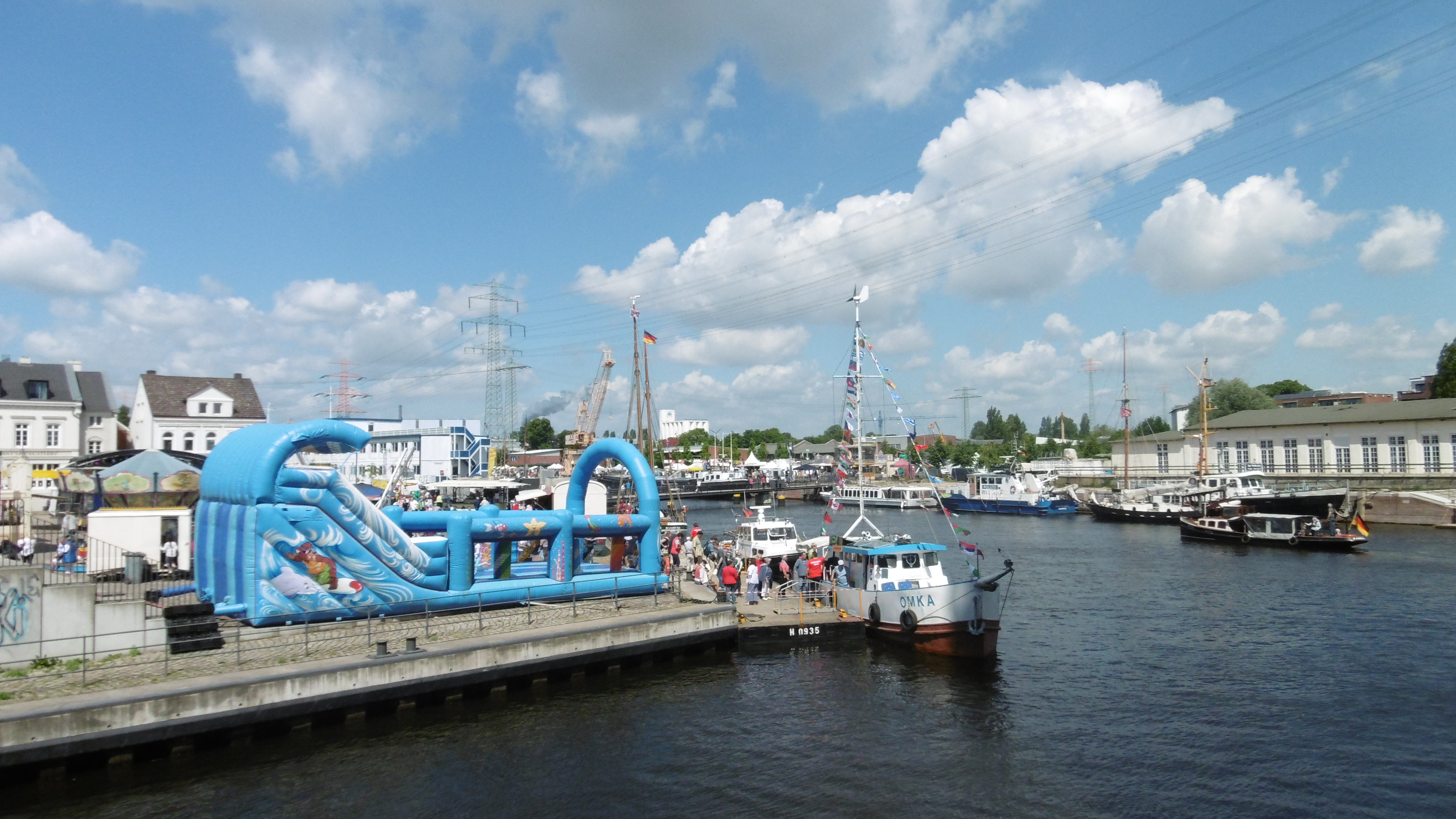
Binnenhafenfest Hamburg-Harburg, Hauptbühne, Juni 2008

Der Harburger Binnenhafen ist ein Überwinterungshafen für Segelschoner und urbanes, lebendiges Hafenquartier. Nach zum Teil sehr ausgedehnten Segeltouren mit Schwerpunkt Nord- und Ostsee kehren die Segelschiffe in das sichere – durch eine Schleuse tideunabhängige – Gewässer des Hafens zurück. Durch die Nähe zur Jöhnk Werft können Instandsetzungsarbeiten durchgeführt werden.
Am ersten Wochenende im Juni findet seit 2001 das Harburger Binnenhafenfest statt. Es wird vom Verein KulturWerkstatt Harburg veranstaltet.

### Parks
- Harburger Stadtpark mit Schulgarten und dem Außenmühlen-Teich (ca. 900 m lang) in Wilstorf.

In Harburg bekam Georg Hölscher (1866–1932), Inhaber einer großen Gärtnerei und bereits seit längerem nebenberuflich auch als Stadt-Obergärtner tätig, den Auftrag zur Planung eines Stadtparks an der Westseite des Außenmühlenteiches. Noch 1913 begannen die Arbeiten, 1924 wurde der Park eingeweiht. Denkmalbüste Hölschers von „Ernst Küster“ (1935) am Rande eines Plateus am sog. „Hockeyplatz“.
Von gartenkünstlerischer Bedeutung sind im Stadtpark eine aus Hecken geformte Freilichtbühne sowie im ehemaligen Schulgarten die großzügige Hauptallee sowie eine mit neuer Bepflanzung aufgewertete Themengartenfläche. Der Schulgarten ist eine Anlage aus den Jahren 1929–1932, deren Bestandteile heute nur noch in Ansätzen zu erkennen sind.
- Alter Friedhof in Harburg mit historischen, teils verfallenen Grabdenkmälern
- Schwarzenbergpark mit historischem jüdischen Friedhof
- Göhlbachtal mit Lohmühlenteich, Graupenmühlenteich und Walkmühlenteich in Eißendorf.
- Meyers Park

### Naturschutzgebiete/Naturdenkmäler
Neben anderweitig geschützten Gebieten (Landschaftsschutz) sind im Bezirk folgende Naturschutzgebiete zu finden:
- NSG Schweenssand in Neuland
- NSG Fischbeker Heide (beinhaltet auch die Neugrabener Heide)
- NSG Moorgürtel
- NSG Finkenwerder Süderelbe
- NSG Mühlenberger Loch/Neßsand

Daneben sind die Bracks Gutsbrack, Uhlenbuschbracks (zwei kleine Bracks), Papenbrack, Callabrack und die Eibe (800 bis 1000 Jahre alt) am Neuländer Deich als Naturdenkmäler besonders geschützt.
Im Bezirk befinden sich eine Reihe von Erhebungen (siehe: Liste von Erhebungen in Hamburg).

## Söhne und Töchter
- Christian Friedrich Weichmann (1698–1770), Jurist, Publizist, Dichter
- Christian Julius Luther (1735–1807), lutherischer Theologe und Generalsuperintendent
- Friedrich Ludwig Wilhelm Meyer (1759–1840), Schriftsteller
- Dietrich Georg von Kieser (1779–1862), Mediziner, Politiker
- Christian Heinrich Tramm (1819–1861), Architekt, Hofbaumeister
- Rudolf Heins (1819–1869), Mediziner und Hochschullehrer, Chef des Sanitätsdienstes der ersten deutschen Flotte
- Gottlob von Hodenberg (1838–1903), sächsischer General der Infanterie
- Hermann Helmer (1849–1919), Architekt
- Justus Danckwerts (1853–1928), Wasserbauingenieur, Baubeamter, Hochschullehrer
- Heinrich Susemihl (1862–1942), Bildnismaler und Illustrator
- Carl Stephan (1863–1944), Politiker
- Carl Hagemann (1871–1945), Intendant des Mannheimer Nationaltheaters 1906–1910 und 1915–1920
- Oscar Behrens (1880–1969), Verwaltungsjurist, Bürgermeister in Schleswig
- Hans Gerhard Creutzfeldt (1885–1964), Neurologe (Creutzfeldt-Jakob-Krankheit)
- Kurt Ramien (1889–1939), deutscher Marineoffizier, Schiffskommandant, zuletzt Konteradmiral der Kriegsmarine
- Friedrich Wilhelm Georg Voss (1892–1966), Fabrikant, Vorstandsmitglied der Vosswerke AG, Senator
- Max Weinthal (1892–1943), Kaufmann
- Hans Ritter (1893–1991), General, Inspekteur der Seeflieger im Zweiten Weltkrieg
- Paul Betz (1895–1944), Generalmajor im Zweiten Weltkrieg
- Thaddäus Brunke (1903–1942), Franziskaner und Priester, zählt zu den römisch-katholischen Märtyrern der Zeit des Nationalsozialismus
- Oluf Christensen (1904–1957), SA-Brigadeführer und Mitglied des Reichstags
- Hans Diercks (1918–1981), Politiker
- Carl Ihrke (1921–1983), Maler, Grafiker und Bildhauer
- Klaus Havenstein (1922–1998), in Wittenberge geboren, wuchs in Harburg auf und lebte hier, Schauspieler
- Hans Jochem (1923–2017), Architekt
- Lieselotte Pongratz (1923–2001), Soziologin und Kriminologin
- Uta Falter-Baumgarten (1924–2022), Bildhauerin und Keramikerin
- Hans Georg Prager (1925–2018), Schifffahrtskonsulent, Schriftsteller und Publizist
- Max Bressel (1926–2000), Urologe
- Heinz-Werner Meyer (1932–1994), Vorsitzender des Deutschen Gewerkschaftsbunds
- Rut Speer (1936–2019), Journalistin und Fernsehmoderatorin
- Heino Jaeger (1938–1997), Maler, Dichter und Kabarettist
- Matthias Habich (* 1940), Schauspieler
- Horst Meyer (1941–2020), Ruderer
- Volker Rühe (* 1942), Politiker
- Werner Führer (* 1944), Tanzsportler, und Ehefrau sowie Paartanz-Partnerin Ingrid Führer (* 1948)
- Jens-Peter Voss (* 1953), Diplomat
- Carsten Pape (* 1956), Sänger und Songwriter
- Antje Hadler (1958–2021), Organisationspsychologin und Verlegerin
- Rainer Jogschies (* 1954), Publizist und Politologe
- Jörg Peter Disse (* 1959), Philosoph und Theologe
- Claus Erhorn (* 1959), Vielseitigkeitsreiter
- Jens Duve (* 1962), Fußballspieler
- Heinz Strunk (* 1962), Entertainer
- Nils-Morten Osburg (* 1964), Drehbuchautor
- Jochen Brandt (* 1968), Prähistoriker
- Lars Haider (* 1969), Journalist
- Daniel O’Sullivan (* 1971), Richter
- Linda Zervakis (* 1975), Moderatorin
- Pamela Großer (* 1977), Moderatorin
- Erhan Albayrak (* 1977), Fußballspieler
- Fahri Yardım (* 1980), Schauspieler
- Eren Şen (* 1984), Fußballspieler
- Tarek Müller (* 1988), Unternehmer
- Timur Ülker (* 1989), Schauspieler
- Jannick Geisler (* 1992), Radsportler
- Jacob Hollatz (* 1998), Basketballspieler
- Justus Hollatz (* 2001), Basketballspieler